# Nano-DESI

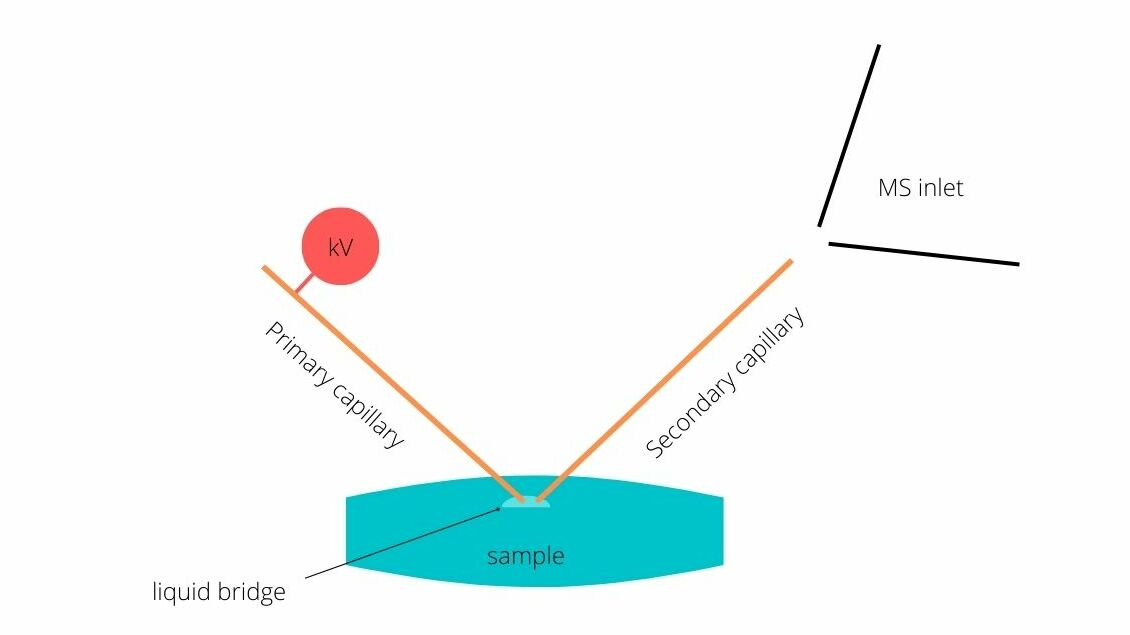
Typischer Aufbau einer Nanospray-Desorptions-Elektrospray-Ionisierungssonde

Nanospray-Desorptions-Elektrospray-Ionisierung (nano-DESI) ist eine Ionisierungstechnik bei Umgebungsdruck, die in der Massenspektrometrie (MS) für die chemische Analyse organischer Moleküle verwendet wird. Bei dieser Technik werden die Analyten in eine Flüssigkeitsbrücke desorbiert, die sich zwischen zwei Kapillaren und der Probenoberfläche bildet. Im Gegensatz zur Desorptions-Elektrospray-Ionisierung (DESI), von der sich die nano-DESI ableitet, wird bei der nano-DESI eine Sekundärkapillare verwendet, die die Effizienz der Probenahme verbessert.

## Funktionsweise
Der typische Aufbau einer Nano-DESI-Sonde besteht aus zwei Quarzglaskapillaren – einer Primärkapillare, die das Lösungsmittel zuführt und eine Flüssigkeitsbrücke aufrechterhält, und einer Sekundärkapillare, die den gelösten Analyten zum Massenspektrometer transportiert.
Zwischen dem Eingang des Massenspektrometers und der Primärkapillare wird eine Hochspannung (mehrere kV) angelegt, wodurch ein selbstansaugender Nanospray entsteht.
Die Flüssigkeitsbrücke wird durch den kontinuierlichen Fluss des Lösungsmittels aufrechterhalten, und die Kontaktfläche zwischen der Lösungsmittelbrücke und der Probenoberfläche kann durch Änderung der Lösungsmittelflussrate, Variation des Durchmessers der verwendeten Kapillaren und Regulierung des Abstands zwischen der Probe und der Nano-DESI-Sonde gesteuert werden.
Auf diese Weise lässt sich die räumliche Auflösung in der bildgebenden Massenspektrometrie verbessern, wobei die typische Auflösung zwischen 100 und 150 μm liegt.

## Anwendungen
Nano-DESI wurde für die lokalisierte Analyse komplexer Moleküle und die Bildgebung von Gewebeschnitten, mikrobiellen Gemeinschaften und Umweltproben eingesetzt.